# Stuart Piggott
Stuart Ernest Piggott, né le 28 mai 1910 et mort le 23 septembre 1996, est un archéologue et préhistorien britannique. Professeur à l'université d'Édimbourg, en Écosse, il s'est principalement consacré à l'étude du Néolithique et de l'Âge du bronze britanniques.

## Biographie

### Jeunesse
Né à Petersfield dans le Hampshire, Stuart Piggott fait ses études au Churcher's College (en).

### Carrière
En quittant l'école en 1927, Piggott prend un poste d'assistant au musée de Reading, où il développe une expertise dans la poterie néolithique.
En 1928, il rejoint la Commission royale d'enquête sur les monuments historiques et anciens du pays de Galles et passe les cinq années suivantes à produire une étude du site de Butser Hill, près de Petersfield. Il travaille également avec Eliot et Cecil Curwen aux fouilles de l'enceinte à chaussée de The Trundle, dans le Sussex.
Dans les années 1930, il commence à travailler pour Alexander Keiller, un archéologue amateur qui finance ses travaux par les profits de son entreprise Dundee Marmelade. Tous deux fouillent de nombreux sites du Wessex, dont Avebury et Kennet Avenue. En 1933, il se joint à son ami Grahame Clark pour écrire un article important, « L'âge des mines de silex britanniques » (Antiquity, 1933) : la controverse qui en résulte conduit à la fondation de la Société préhistorique. Toujours sans qualification archéologique formelle, Piggott s'inscrit à l'Institut d'archéologie de Mortimer Wheeler à Londres, où il obtient son diplôme en 1936. Il y rencontre sa femme, Peggy, l'archéologue Margaret Guido. En 1937, il publie un autre document de référence, « L'âge du bronze précoce à Wessex », puis il est appelé en juin 1939 avec Margaret Guido pour se joindre aux fouilles de Sutton Hoo, à l'invitation de Charles Phillips.
Au cours de la Seconde Guerre mondiale, Piggott travaille comme photographe-interprète aérien. Il est affecté en Inde, où il étudie l'archéologie du sous-continent, ce qui l'amène à écrire les livres Some Ancient Cities of India (1946) et Prehistoric India (1950). Ces expériences lui permettent d'acquérir une vision extérieure à la préhistoire européenne, qui devait s'avérer utile à son retour en Grande-Bretagne.
Après la guerre, il se rend à Oxford pour étudier les travaux de William Stukeley, mais en 1946, on lui offre la chaire Abercromby en archéologie à l'université d'Edimbourg (qui fait maintenant partie de l'École d'histoire, des classiques et de l'archéologie), précédemment occupée par Gordon Childe. Stuart Piggott réussit à faire d'Édimbourg un département d'archéologie de renommée internationale. Il continué à : son livre Neolithic Cultures of the British Isles (1954) aura une grande influence, jusqu'à ce que des tests de datation au radiocarbone fassent apparaître des failles dans sa chronologie. Piggott considère que la datation au radiocarbone est "archéologiquement inacceptable", parce que tous les autres éléments de preuves valident à ses yeux ses datations. Ancient Europe (1965) est restée pendant plus de vingt ans une étude populaire sur la préhistoire de l'Ancien Monde, exposant sa vision de la solidarité et de la continuité du passé de l'Europe. En 1956, son mariage avec Margaret Guido, resté sans enfant, se conclut par un divorce.
En 1958, Piggott publie une étude de la préhistoire écossaise, Scotland before History, et en 1959 un ouvrage de vulgarisation, Approach to Archaeology. Il est président de la Prehistoric Society de 1960 à 1963, président de la Society of Antiquaries of Scotland de 1963 à 1967, président du Conseil de l'Archéologie Britannique de 1967 à 1970, et administrateur du British Museum entre 1968 et 1974. En 1963, il réalise une analyse approfondie de la culture campaniforme en Grande-Bretagne, publiée dans le cadre de Mélanges dédiés à Cyril Fox. À la fin des années 1960, Piggott s'intéresse à la période celtique, notamment à travers son ouvrage The Druids, publié en 1968. Il publie plus tard Prehistoric Societies (coécrit avec Grahame Clark), puis The Earliest Wheeled Transport (1983) et sa suite, Wagon, Chariot and Carriage (1992), à la charnière du Néolithique et de l'Âge du bronze. Son dernier livre sera Ancient Britain and the Antiquarian Imagination (1989).
Il est mort d'une crise cardiaque à son domicile près de Wantage, dans le Berkshire , le 23 septembre 1996. Son corps est incinéré le 30 septembre au crématorium d'Oxford.

## Fouilles
Parmi les sites qu'il a fouillés (souvent avec Richard Atkinson) :
- Cairnpapple Hill dans le West Lothian ;
- Wayland's Smithy dans l'Oxfordshire ;
- West Kennet Long Barrow et Stonehenge dans le Wiltshire ;
- Torwoodlee Broch en Écosse.

## Honneurs
Stuart Piggott est commandeur de l'ordre de l'Empire britannique, membre de la British Academy, de la Society of Antiquaries of London et de la Society of Antiquaries of Scotland. Il a reçu diverses récompenses académiques décernées par des institutions savantes au Royaume-Uni et à l'étranger. Il a pris sa retraite de la Chaire Abercromby en 1977 et a reçu la médaille d'or de la Society of Antiquaries of London en 1983, et la médaille Grahame Clark de la British Academy en 1992.

## Postérité
Vincent Megaw écrit que « comme [Piggott] l'a dit lui-même, bien qu'il ait fait sa part de travail sur le terrain et en fouilles, sa préoccupation première a été de produire des travaux de synthèse et d'interprétation ». Il ajoute que Piggott considérait « l'archéologie comme une huître à savourer entière, et non pas simplement à soumettre à la minutie d'analyses macrofauniques et calorifiques ».
En 1968, plusieurs anciens élèves et collègues de Piggott publient un recueil de mélanges en son honneur, intitulés Studies in Ancient Europe. En 1976, Megaw publie de seconds mélanges prenant en considération le travail de Piggott sur l'archéologie de l'Asie et des Amériques.

## Publications
Une liste des ouvrages de Stuart Piggott jusqu'en 1975 est donnée par Marjorie Robertson pour ses mélanges.
| Année de publication | Titre | Co-auteur(s)               | Éditeur                                                                      |
| -------------------- | --- | -------------------------- | ---------------------------------------------------------------------------- |
| 1935                 | The Progress of Early Man                                                                                            | –                          | A. and C. Black (London)                                                     |
| 1944                 | Some Ancient Cities of India                                                                                         | –                          | Oxford University Press (Bombay)                                             |
| 1948                 | Fire Among the Ruins                                                                                                 |                            | Oxford University Press (London)                                             |
| 1949                 | British Prehistory                                                                                                   |                            | Oxford University Press (London)                                             |
| 1950                 | Prehistoric India to 1000 BC                                                                                         |                            | Penguin (Harmondsworth)                                                      |
| 1950                 | William Stukeley: An Eighteenth Century Antiquary                                                                    |                            | Clarendon Press (Oxford)                                                     |
| 1951                 | Cairnpapple Hill, West Lothian                                                                                       |                            | HMSO (Edinburgh)                                                             |
| 1951                 | A Picture Book of Ancient British Art                                                                                | Glyn Daniel                | Cambridge University Press (Cambridge)                                       |
| 1953                 | William Camden and the Britannia                                                                                     |                            | Oxford University Press (London)                                             |
| 1954                 | The Neolithic Cultures of the British Isles                                                                          |                            | Cambridge University Press (Cambridge)                                       |
| 1955                 | Barrow Excavations in the Eight Béatitudes : The Bronze Age Cemetery between Toterfout and Halve Mijl, North Brabant | Willem Glasbergen          | The Antiquaries Journal, Society of Antiquaries of London                    |
| 1958                 | Inventaria Archaeologica GB 25-34: Early and Middle Bronze Age Grave-Groups and Hoards from Scotland (edited volume) | Margaret Stewart (editors) | Garraway (London)                                                            |
| 1958                 | Scotland Before History                                                                                              |                            | Nelson (London)                                                              |
| 1959                 | Approach to Archaeology                                                                                              |                            | A. and C. Black (London)                                                     |
| 1961                 | The Dawn of Civilization (edited volume)                                                                             |                            | Thames and Hudson (London)                                                   |
| 1962                 | The Prehistoric Peoples of Scotland (edited volume)                                                                  |                            | Routledge and Kegan Paul (London)                                            |
| 1962                 | The West Kennet Long Barrow: Excavations 1955–56                                                                     |                            | HMSO (London)                                                                |
| 1963                 | West Kennet Long Barrow: Wiltshire                                                                                   |                            | HMSO (London)                                                                |
| 1965                 | Ancient Europe from the Beginnings of Agriculture to Classical Antiquity: A Survey                                   |                            | Edinburgh University Press (Edinburgh)                                       |
| 1965                 | Prehistoric Societies                                                                                                | Grahame Clark              | Hutchinson (London)                                                          |
| 1967                 | Celts, Saxons and the Early Antiquaries                                                                              |                            | Edinburgh University Press (Edinburgh)                                       |
| 1968                 | The Druids |                            | Thames and Hudson (London)                                                   |
| 1970                 | Early Celtic Art | Derek Allen                | Edinburgh University Press for the Arts Council of Great Britain (Edinburgh) |